# 슈트로이젤
슈트로이젤(독일어: der Streusel)은 밀가루, 버터, 설탕으로 만든 독일의 고명(음식 첨가물)이다. 베이킹 재료로, 케이크나 파이 등에 토핑으로 올린다. 때에 따라 바닐라나 레몬, 계피, 코코아 가루 등을 넣어 맛을 내거나 개암(hazelnut) 등 견과류를 넣어 만들기도 한다. 곰보빵(soboro)의 기초 재료이다.

## 같이 보기
- 크럼블 (de)